# Chrysaora melanaster
Chrysaora melanaster is een schijfkwal uit de familie Pelagiidae. De kwal komt uit het geslacht Chrysaora. Chrysaora melanaster werd in 1838 voor het eerst wetenschappelijk beschreven door Brandt. 